# 馬克斯·拉米瑞茲
馬克斯·拉米瑞茲（英語：Maximiliano R. Ramírez，1984年10月11日—），出生於委內瑞拉巴基西梅托市，前美國職棒大聯盟捕手和一壘手。他曾效力過德州遊騎兵；也是2009年世界棒球經典賽委內瑞拉棒球代表隊成員之一。

## 職業生涯

### 亞特蘭大勇士
2002年，拉米瑞茲與亞特蘭大勇士簽約成為自由契約球員。

### 克里夫蘭印地安人
2006年，拉米瑞茲被勇士隊交易到克里夫蘭印地安人，換取投手鮑勃·威克曼。

### 德州遊騎兵
2007年，拉米瑞茲被印地安人交易到德州遊騎兵，換取中外野手肯尼·洛夫頓。2008年6月22日，他在遊騎兵隊首度登上大聯盟。
2008年球季結束後，拉米瑞茲到委內瑞拉冬季聯盟打球。總計出賽50場，繳出打擊率2成98、全壘打15支、打點53分和得分42分的成績。
2009年球季結束後，拉米瑞茲被遊騎兵隊交易到波士頓紅襪隊，換取三壘手麥克·洛威爾；但這筆交易因洛威爾的拇指韌帶撕裂而取消。
進入2010年球季，拉米瑞茲被知名雜誌《棒球美國》評為遊騎兵隊新秀第11名。

### 芝加哥小熊
2011年1月4日，遊騎兵隊在簽下亞瑟·羅茲後，為了清出40人名單的空間，而將拉米瑞茲放進釋出名單中。1月5日，波士頓紅襪要求讓渡這名球員。1月10日，再由芝加哥小熊要求讓渡並承接拉米瑞茲的合約。5月6日，他遭到小熊隊釋出。

### 休士頓太空人
2011年5月10日，拉米瑞茲與休士頓太空人簽下小聯盟合約，並加入3A的奧克拉荷馬城紅鷹隊。6月16日，他遭到太空人隊釋出。

### 舊金山巨人
2011年6月21日，拉米瑞茲與舊金山巨人簽下小聯盟合約。

### 堪薩斯城皇家
2011年12月13日，拉米瑞茲與堪薩斯城皇家簽下小聯盟合約。2012年，他在3A的奧馬哈追風人繳出打擊率3成、上壘率3成74、長打率4成73的成績，包含全壘打17支和打點77分，但是未能順利升上大聯盟。
2012年10月18日，拉米瑞茲與皇家隊以小聯盟合約續約到2013年球季。

### 辛辛那提紅人
2013年11月8日，拉米瑞茲與辛辛那提紅人簽下小聯盟合約。2014年5月22日，他遭到紅人隊釋出。

### 再回堪薩斯城皇家
2014年5月27日，拉米瑞茲再度與前東家堪薩斯城皇家簽下小聯盟合約，並且被分配到2A的西北阿肯色州自然隊。

### 墨西哥棒球聯盟
2016年4月1日，拉米瑞茲開始在墨西哥棒球聯盟打球，效力於雷諾沙野馬。
2016年5月18日，拉米瑞茲被交易到提華納公牛。6月13日，他遭到球隊釋出。
2017年4月19日，拉米瑞茲與美國独立棒球联盟大西洋聯盟的舒格蘭滑冰者簽約。
2017年4月21日，拉米瑞茲再度回到墨西哥棒球聯盟打球，效力於薩爾蒂約瑟拉佩人。2018年2月24日，他遭到球隊釋出。
2018年5月1日，拉米瑞茲與墨西哥棒球聯盟的新拉雷多貓頭鷹簽約。2018年5月15日，他再度遭到球隊釋出。

## 職棒生涯成績
| 年度 | 球隊 | 場次 | 打席 | 打數 | 得分 | 安打 | 二壘打 | 三壘打 | 全壘打 | 打點 | 盜壘 | 四壞 | 三振 | 打擊率 | 上壘率 | 長打率 |
| 2008 | TEX  | 17   | 55   | 46   | 8    | 10   | 1      | 0      | 2      | 9    | 0    | 6    | 15   | 0.217  | 0.345  | 0.370  |
| 2010 | TEX  | 28   | 85   | 69   | 8    | 15   | 3      | 0      | 2      | 8    | 0    | 12   | 22   | 0.217  | 0.341  | 0.348  |
| 2年  | 2年  | 45   | 140  | 115  | 16   | 25   | 4      | 0      | 4      | 17   | 0    | 18   | 37   | 0.217  | 0.343  | 0.357  |

## 外部連結
- 球員資訊和成績在MLB，ESPN，Baseball-Reference，Fangraphs，Baseball-Reference (Minors)（英文）